# Borelovská množina
Borelovská množina v matematice je libovolná množina v topologickém prostoru, kterou lze získat z otevřených množin pomocí operací spočetného sjednocení, spočetného průniku a relativního doplňku (případně ekvivalentně z uzavřených množin). Název mají po francouzském matematikovi Émile Borelovi.
Pro libovolný topologický prostor X vytváří kolekce všech borelovských množin na X σ-algebru známou jako borelovská algebra nebo borelovská σ-algebra. Borelovská algebra na X je nejmenší σ-algebra, která obsahuje všechny otevřené množiny (nebo ekvivalentně všechny uzavřené množiny).
Borelovské množiny jsou důležité v teorii míry, protože libovolná míra definovaná na otevřených množinách nějakého prostoru nebo na uzavřených množinách nějakého prostoru, musí být definovaná i na všech borelovských množinách tohoto prostoru. Jakákoli míra definovaná na borelovských množinách se nazývá borelovská míra. Borelovské množiny a s nimi související borelovská hierarchie také hraje stěžejní roli v deskriptivní teorii množin.
V některých kontextech jsou borelovské množiny definovány jako množiny generované kompaktními množinami topologického prostoru, místo otevřenými množinami. Tyto dvě definice jsou ekvivalentní pro mnoho rozumných prostorů, včetně všech Hausdorffových σ-kompaktních prostorů, ale mohou se lišit v patologičtějších prostorech.

## Generování borelovské algebry
Jestliže X je metrický prostor, můžeme borelovskou algebru v prvním smyslu generativně popsat takto:
Pro kolekci T podmnožin X (to jest pro libovolnou podmnožinu potenční množiny X, P(X)), definujeme
- {\displaystyle T_{\sigma }\quad } všechna spočetná sjednocení prvků z T
- {\displaystyle T_{\delta }\quad } všechny spočetné průniky prvků z T
- {\displaystyle T_{\delta \sigma }=(T_{\delta })_{\sigma }.\,}

Pak pomocí transfinitní indukce definujeme posloupnost Gm, kde m je ordinální číslo:
- Východiskem je {\displaystyle G^{0}} – kolekce otevřených podmnožin X.
- Jestliže i není limitní ordinál, pak i má bezprostředně předcházející ordinál i − 1. V tomto případě definujeme
{\displaystyle G^{i}=[G^{i-1}]_{\delta \sigma }.}
- Jestliže i je limitní ordinál, definujeme
{\displaystyle G^{i}=\bigcup _{j<i}G^{j}.}

Tvrdíme, že borelovská algebra je Gω1, kde ω1 je první nespočetný ordinál. Jinak řečeno borelovskou algebru můžeme generovat z třídy otevřených množin iterováním operací
{\displaystyle G\mapsto G_{\delta \sigma }.}
do prvního nespočetného ordinálu.
Pro důkaz tohoto tvrzení je třeba si uvědomit, že libovolnou otevřenou množinu v metrickém prostoru lze získat jako sjednocení rostoucí posloupnosti uzavřených množin. Speciálně je vidět, že doplňky množin zobrazují Gm do sebe pro libovolný limitní ordinál m; pokud m je nespočetný limitní ordinál, pak Gm je uzavřená na spočetná sjednocení.
Pro libovolnou borelovskou množinu B existuje nějaký spočetný ordinál αB takový, že B lze získat iterováním operace nad αB. Pokud se B probíhá všemi borelovskými množinami, αB bude probíhat všemi spočetnými ordinály, a proto prvním ordinálem, pro který získáme všechny borelovské množiny, je ω1, první nespočetný ordinál.

### Příklad
Důležitý příklad, zvláště v teorii pravděpodobnosti, je borelovská algebra na množině reálných čísel. Je to algebra, na které je definována borelovská míra. Je-li dána reálná náhodná proměnná definována na pravděpodobnostním prostoru, její rozdělení pravděpodobnosti je podle definice také mírou na borelovské algebře.
Borelovská algebra na reálných číslech je nejmenší σ-algebra na R, která obsahuje všechny intervaly.
Při konstrukci pomocí transfinitní indukce lze ukázat, že kardinalita systému množin v každém kroku je nejvýše rovna potenci kontinua. Proto celkový počet borelovských množin je menší nebo roven
{\displaystyle \aleph _{1}\times 2^{\aleph _{0}}\,=2^{\aleph _{0}}.\,}

## Standardní borelovské prostory a Kuratowského věty
George Mackey píše, že borelovský prostor je „množina spolu s význačnou σ-algebrou svých podmnožin, které se nazývají borelovské množiny.“. Nicméně modernější terminologie používá pro takové prostory název měřitelný prostor. Důvodem pro toto rozlišování je, že Borelovská σ-algebra je σ-algebra generovaná otevřenými množinami topologického prostoru, zatímco Mackeyova definice se vztahuje na množiny opatřené libovolnou σ-algebrou. Existují měřitelné prostory, které jsou neborelovské prostory v tomto omezenějším topologickém smyslu.
Měřitelné prostory vytvářejí kategorie, ve kterých homomorfismy jsou měřitelnými funkcemi mezi měřitelnými prostory. Funkce {\displaystyle f:X\rightarrow Y} je měřitelná, jestliže vzorem každé měřitelné množiny B v Y, {\displaystyle f^{-1}(B)} je měřitelná množina v X.
Věta. Nechť X je polský prostor, tj. topologický prostor takový, že existuje metrika d na X, která definuje topologii X, a díky které je X úplný separabilní metrický prostor. Pak X jako Borelovský prostor je izomorfní s jedním z prostorů
(1) R, (2) Z nebo (3) s konečným prostorem.
(Tento výsledek připomíná Maharamovu větu.)
Reálná přímka R a sjednocení R s libovolnou spočetnou množinou jsou jako borelovské prostory izomorfní.
Standardní borelovský prostor je borelovský prostor na polském prostoru.
Jakýkoli standardní borelovský prostor je definovaný (až na isomorfismus) svoji kardinalitou, a libovolný nespočetný standardní borelovský prostor má kardinalitu kontinua.
Pro podmnožiny polských prostorů lze borelovské množiny charakterizovat jako množiny, který jsou obory hodnot spojitých injektivních zobrazení definovaný na polských prostorech. Ale obor hodnot spojitého neinjektivního zobrazení nemusí být borelovský. Viz analytická množina.
Každá pravděpodobnostní míra na standardním borelovském prostoru vytváří z tohoto prostoru standardní pravděpodobnostní prostor.

## Neborelovské množiny
Příklad podmnožiny reálných čísel, která není borelovská, a který ukázal Nikolaj Nikolajevič Luzin (Sect. 62, stránky 76-78), je popsán níže. Naopak, příklad neměřitelné množiny nemůže být ukázán, ačkoli její existence dokázána být může.
Každé iracionální číslo lze jednoznačně reprezentovat řetězovým zlomkem:
{\displaystyle x=a_{0}+{\cfrac {1}{a_{1}+{\cfrac {1}{a_{2}+{\cfrac {1}{a_{3}+{\cfrac {1}{\ddots \,}}}}}}}}}
kde {\displaystyle a_{0}\,} je nějaké celé číslo a všechna ostatní čísla {\displaystyle a_{k}\,} jsou kladná celá čísla. Nechť {\displaystyle A\,} je množina všech iracionálních čísel, která odpovídají posloupnostem {\displaystyle (a_{0},a_{1},\dots )\,} které mají následující vlastnost: existuje nekonečná podposloupnost {\displaystyle (a_{k_{0}},a_{k_{1}},\dots )\,} taková, že každý prvek je dělitelem svého následovníka. Tato množina {\displaystyle A\,} není borelovská. Ve skutečnosti je to analytická množina, která je kompletní ve třídě analytických množin. Další podrobnosti jsou v knize od Kechrise o deskriptivní teorii množin, zvláště ve cvičení (27.2) na straně 209, v definici (22.9) na straně 169 a cvičení (3.4)(ii) na straně 14.
Jinou neborelovskou množinou je inverzní obraz {\displaystyle f^{-1}[0]} nekonečné paritní funkce {\displaystyle f\colon \{0,1\}^{\omega }\to \{0,1\}}. Nicméně toto je důkaz (pomocí axiomu výběru) existence, ne explicitní příklad.

## Alternativní neekvivalentní definice
Podmnožina lokálně kompaktního Hausdorffova topologického prostoru se nazývá borelovská množina, jestliže patří do nejmenšího σ-okruhu obsahujícího všechny kompaktní množiny.